# Die Goldbergs/Episodenliste

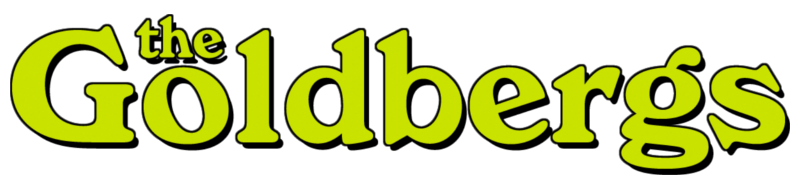
Logo zur Serie

Diese Episodenliste enthält alle Episoden der US-amerikanischen Comedyserie Die Goldbergs, sortiert nach der US-amerikanischen Erstausstrahlung. Die Fernsehserie umfasst insgesamt zehn Staffeln mit 229 Episoden.

## Übersicht
| Staffel | Episodenanzahl | Erstausstrahlung USA | Erstausstrahlung USA | Deutschsprachige Erstausstrahlung | Deutschsprachige Erstausstrahlung |
| Staffel | Episodenanzahl | Staffelpremiere      | Staffelfinale        | Staffelpremiere                   | Staffelfinale                     |
| ------- | -------------- | -------------------- | -------------------- | --------------------------------- | --------------------------------- |
| 1       | 23             | 24. September 2013   | 14. Mai 2014         | 16. Februar 2016                  | 10. Mai 2016                      |
| 2       | 24             | 24. September 2014   | 13. Mai 2015         | 17. Mai 2016                      | 9. Juni 2016                      |
| 3       | 24             | 23. September 2015   | 18. Mai 2016         | 9. Juni 2016                      | 27. Juni 2016                     |
| 4       | 24             | 21. September 2016   | 17. Mai 2017         | 20. Dezember 2017                 | 7. Februar 2018                   |
| 5       | 22             | 27. September 2017   | 16. Mai 2018         | 31. Mai 2018                      | 9. August 2018                    |
| 6       | 23             | 26. September 2018   | 8. Mai 2019          | 4. April 2019                     | 13. Juni 2019                     |
| 7       | 23             | 25. September 2019   | 13. Mai 2020         | 2. April 2020                     | 23. Juli 2020                     |
| 8       | 22             | 21. Oktober 2020     | 19. Mai 2021         | 20. Mai 2021                      | 29. Juli 2021                     |
| 9       | 22             | 22. September 2021   | 18. Mai 2022         | 28. März 2022                     | 6. Juni 2022                      |
| 10      | 22             | 21. September 2022   | 3. Mai 2023          | 17. April 2023                    | 29. Mai 2023                      |

## Staffel 1
Die Erstausstrahlung der ersten Staffel war vom 24. September 2013 bis zum 14. Mai 2014 auf dem US-amerikanischen Sender ABC zu sehen. Die deutschsprachige Erstausstrahlung sendete der deutsche Free-TV-Sender Disney Channel zwischen dem 16. Februar und dem 17. Mai 2016.
| Nr. (ges.) | Nr. (St.) | Deutscher Titel                       | Originaltitel                   | Erstausstrahlung USA | Deutschsprachige Erstausstrahlung (D) | Regie                | Drehbuch                           |
| ---------- | --------- | ------------------------------------- | ------------------------------- | -------------------- | ------------------------------------- | -------------------- | ---------------------------------- |
| 1          | 1         | Fahrstunden                           | The Circle Of Driving           | 24. Sep. 2013        | 16. Feb. 2016                         | Seth Gordon          | Adam F. Goldberg                   |
| 2          | 2         | Vater-Tochter-Tag                     | Daddy Daughter Day              | 1. Okt. 2013         | 16. Feb. 2016                         | Seth Gordon          | Adam F. Goldberg                   |
| 3          | 3         | Mini Murray                           | Mini Murray                     | 8. Okt. 2013         | 23. Feb. 2016                         | Troy Miller          | Alex Barnow & Marc Firek           |
| 4          | 4         | Mom verkuppelt alle                   | Why’re You Hitting Yourself?    | 15. Okt. 2013        | 23. Feb. 2016                         | Jason Ensler         | Sally Bradford                     |
| 5          | 5         | Der Ring                              | The Ring                        | 22. Okt. 2013        | 1. März 2016                          | Seth Gordon          | Matt Tarses                        |
| 6          | 6         | Halloween Familien Schreck            | Who Are You Going to Telephone? | 29. Okt. 2013        | 1. März 2016                          | Victor Nelli         | Chris Bishop                       |
| 7          | 7         | Meld dich, wenn du da bist            | Call Me When You Get There      | 5. Nov. 2013         | 8. März 2016                          | Michael Patrick Jann | Michael Weithorn                   |
| 8          | 8         | Die Kremps                            | The Kremps                      | 12. Nov. 2013        | 8. März 2016                          | Victor Nelli         | Darlene Hunt                       |
| 9          | 9         | Hört auf zu streiten und seid dankbar | Stop Arguing and Start Thanking | 19. Nov. 2013        | 15. März 2016                         | Matt Sohn            | Lew Schneider                      |
| 10         | 10        | Die Rabattfalle                       | Shopping                        | 3. Dez. 2013         | 15. März 2016                         | David Katzenberg     | Niki Schwartz-Wright               |
| 11         | 11        | Karate Barry                          | Kara-te                         | 10. Dez. 2013        | 22. März 2016                         | Seth Gordon          | Andrew Secunda                     |
| 12         | 12        | Adams Männerbude                      | You’re Under Foot               | 7. Jan. 2014         | 22. März 2016                         | Seth Gordon          | Michael J. Weithorn                |
| 13         | 13        | Die andere Glucke                     | The Other Smother               | 14. Jan. 2014        | 5. Apr. 2016                          | Michael Patrick Jann | Stacey Harmon                      |
| 14         | 14        | Tanz dich frei                        | You Opened the Door             | 21. Jan. 2014        | 5. Apr. 2016                          | David Katzenberg     | Alex Barnow & Marc Firek           |
| 15         | 15        | Mucky Mirsky                          | Muscles Mirsky                  | 4. Feb. 2014         | 12. Apr. 2016                         | Claire Scanlon       | Matt Tarses                        |
| 16         | 16        | Ein Goldberg verzweifelt nie          | Goldbergs Never Say Die!        | 4. März 2014         | 12. Apr. 2016                         | David Katzenberg     | Adam F. Goldberg & Aaron Kaczander |
| 17         | 17        | Kämpf dich durch                      | Lame Gretzky                    | 11. März 2014        | 26. Apr. 2016                         | David Katzenberg     | Chris Bishop                       |
| 18         | 18        | Nur zu deinem Besten                  | For Your Own Good               | 18. März 2014        | 26. Apr. 2016                         | Victor Nelli         | Niki Schwartz-Wright               |
| 19         | 19        | Der Präsidenten Fitness Test          | The President’s Fitness Test    | 1. Apr. 2014         | 3. Mai 2016                           | Victor Nelli         | Chris Bishop & Aaron Kaczander     |
| 20         | 20        | Meine erste Knutschparty              | You’re Not Invited              | 8. Apr. 2014         | 3. Mai 2016                           | Michael Patrick Jann | Lew Schneider                      |
| 21         | 21        | Zeit der Dunkelheit                   | The Age of Darkness             | 29. Apr. 2014        | 10. Mai 2016                          | Roger Kumble         | Stacy Harman & Andrew Secunda      |
| 22         | 22        | Ein Wrestler namens Goldberg          | A Wrestler Named Goldberg       | 6. Mai 2014          | 10. Mai 2016                          | Ken Marino           | Sally Bradford & Vanessa McCarthy  |
| 23         | 23        | Barry gibt ’ne Party                  | Sweater Party!!!                | 13. Mai 2014         | 10. Mai 2016                          | Claire Scanlon       | Chris Bishop & Adam F. Goldberg    |

## Staffel 2
Die Erstausstrahlung der zweiten Staffel war vom 24. September 2014 bis zum 13. Mai 2015 auf dem US-amerikanischen Sender ABC zu sehen. Die deutschsprachige Erstausstrahlung der ersten vier Folgen sendete der Free-TV-Sender Disney Channel am 17. und 24. Mai 2016. Ab der fünften Folge übernahm der deutsche Pay-TV-Sender Universal Channel die Erstausstrahlung.
| Nr. (ges.) | Nr. (St.) | Deutscher Titel                  | Originaltitel                       | Erstausstrahlung USA | Deutschsprachige Erstausstrahlung (D) | Regie             | Drehbuch                            |
| ---------- | --------- | -------------------------------- | ----------------------------------- | -------------------- | ------------------------------------- | ----------------- | ----------------------------------- |
| 24         | 1         | Das Liebestape                   | Love Is a Mixtape                   | 24. Sep. 2014        | 17. Mai 2016                          | Seth Gordon       | Alex Barnow                         |
| 25         | 2         | Beverlys Theaterdrama            | Mama Drama                          | 1. Okt. 2014         | 17. Mai 2016                          | David Katzenberg  | Marc Firek                          |
| 26         | 3         | Rockstars                        | The Facts of Bleeping Life          | 8. Okt. 2014         | 24. Mai 2016                          | Fred Savage       | Chris Bishop & Adam F. Goldberg     |
| 27         | 4         | Die Idioten-Gang                 | Shall We Play a Game?               | 22. Okt. 2014        | 24. Mai 2016                          | David Katzenberg  | Niki Schwartz-Wright & Mac Marshall |
| 28         | 5         | Wer kümmert sich um Beverly?     | Family Takes Care of Beverly        | 29. Okt. 2014        | 26. Mai 2016                          | Lew Schneider     | Claire Scanlon                      |
| 29         | 6         | Nichts für Weicheier             | Big Baby Ball                       | 12. Nov. 2014        | 27. Mai 2016                          | David Katzenberg  | Mark Firek                          |
| 30         | 7         | Thanksgiving bei den Goldbergs   | A Goldberg Thanksgiving             | 19. Nov. 2014        | 27. Mai 2016                          | Jay Chandrasekhar | Chris Bishop                        |
| 31         | 8         | Hausverbot                       | I Rode a Hoverboard                 | 3. Dez. 2014         | 30. Mai 2016                          | Victor Nelli      | Robia Rashad                        |
| 32         | 9         | Jeder hat das Zeug zum Modeln    | The Most Handsome Boy on the Planet | 10. Dez. 2014        | 30. Mai 2016                          | David Katzenberg  | Matt Tarses                         |
| 33         | 10        | Danny, Donnie, Joey, Jon, Jordan | DannyDonnieJoeyJonJordan            | 7. Jan. 2015         | 31. Mai 2016                          | David Katzenberg  | Steve Basilone & Annie Mebane       |
| 34         | 11        | Optimus darf nicht sterben       | The Darryl Dawkins Dance            | 14. Jan. 2015        | 31. Mai 2016                          | Jay Chandrasekhar | Steve Basilone & Annie Mebane       |
| 35         | 12        | Im Land der Cowboys              | Cowboy Country                      | 11. Feb. 2015        | 1. Juni 2016                          | David Katzenberg  | Stacey Harman                       |
| 36         | 13        | Klassenclowns                    | Van People                          | 18. Feb. 2015        | 1. Juni 2016                          | Victor Nelli      | Alex Barnow                         |
| 37         | 14        | Barry macht blau                 | Barry Goldberg’s Day Off            | 25. Feb. 2015        | 2. Juni 2016                          | David Katzenberg  | Adam F. Goldberg                    |
| 38         | 15        | Muttergefühle                    | Happy Mom, Happy Life               | 4. März 2015         | 2. Juni 2016                          | Claire Scanlon    | Andrew Secunda                      |
| 39         | 16        | Der verlorene Sohn               | The Lost Boy                        | 25. März 2015        | 3. Juni 2016                          | David Katzenberg  | Josh Goldsmith & Cathy Yuspa        |
| 40         | 17        | Versöhnung                       | The Adam Bomb                       | 1. Apr. 2015         | 3. Juni 2016                          | Lew Schneider     | Chris Bishop                        |
| 41         | 18        | Erwachsen werden                 | I Drank the Mold!                   | 8. Apr. 2015         | 6. Juni 2016                          | Jon Corn          | Aaron Kaczander                     |
| 42         | 19        | Nachhilfestunde                  | La Biblioteca Es Libros             | 15. Apr. 2015        | 6. Juni 2016                          | David Katzenberg  | Marc Firek                          |
| 43         | 20        | Sag einfach nein                 | Just Say No                         | 15. Apr. 2015        | 7. Juni 2016                          | Victor Belli      | Niki Schwartz Wright                |
| 44         | 21        | Wie du willst                    | As You Wish                         | 22. Apr. 2015        | 7. Juni 2016                          | David Katzenberg  | Alex Barnow                         |
| 45         | 22        | Dance Party USA                  | Dance Party USA                     | 29. Apr. 2015        | 8. Juni 2016                          | David Katzenberg  | Andrew Secunda & Evan Turner        |
| 46         | 23        | Männerfreundschaft               | Bill/Murray                         | 6. Mai 2015          | 8. Juni 2016                          | David Katzenberg  | Chris Bishop & Josh Goldsmith       |
| 47         | 24        | Liebesschwüre                    | Turn Around, Bright Eyes            | 13. Mai 2015         | 9. Juni 2016                          | David Katzenberg  | Adam F. Goldberg                    |

## Staffel 3
Die Erstausstrahlung der dritten Staffel war vom 23. September 2015 bis zum 18. Mai 2016 auf dem US-amerikanischen Sender ABC zu sehen. Die deutschsprachige Erstausstrahlung sendete der deutsche Pay-TV-Sender Universal Channel vom 9. bis zum 27. Juni 2016.
| Nr. (ges.) | Nr. (St.) | Deutscher Titel               | Originaltitel                    | Erstausstrahlung USA | Deutschsprachige Erstausstrahlung (D) | Regie                | Drehbuch                                                  |
| ---------- | --------- | ----------------------------- | -------------------------------- | -------------------- | ------------------------------------- | -------------------- | --------------------------------------------------------- |
| 48         | 1         | Die Pflege-Mutter             | A Kick-Ass Risky Business Party  | 23. Sep. 2015        | 9. Juni 2016                          | Seth Gordon          | Chris Bishop                                              |
| 49         | 2         | Pubertät                      | A Chorus Lie                     | 30. Sep. 2015        | 10. Juni 2016                         | David Katzenberg     | Marc Firek                                                |
| 50         | 3         | Jimmy 5 lebt                  | Jimmy 5 Is Alive                 | 7. Okt. 2015         | 10. Juni 2016                         | Lew Schneider        | Alex Barnow                                               |
| 51         | 4         | Die Schwimmbad-Revolte        | I Caddyshacked the Pool          | 14. Okt. 2015        | 13. Juni 2016                         | David Katzenberg     | Stephen Basilone & Annie Mebane                           |
| 52         | 5         | Mein Magnum                   | Boy Barry                        | 21. Okt. 2015        | 13. Juni 2016                         | David Katzenberg     | David Guarascio                                           |
| 53         | 6         | Pärchenkostüme                | Couples Costume                  | 28. Okt. 2015        | 14. Juni 2016                         | Andy Secunda         | Jay Chandrasekhar                                         |
| 54         | 7         | Der Familienhund              | Lucky                            | 11. Nov. 2015        | 14. Juni 2016                         | Lew Schneider        | Marc Firek                                                |
| 55         | 8         | Und anschließend Thanksgiving | In Conclusion, Thanksgiving      | 18. Nov. 2015        | 15. Juni 2016                         | Jay Chandrasekhar    | Dan Levy                                                  |
| 56         | 9         | Wingmom                       | Wingmom                          | 2. Dez. 2015         | 15. Juni 2016                         | Lew Schneider        | Lew Schneider & Marty Schneider                           |
| 57         | 10        | Fröhliche Weihnachten         | A Christmas Story                | 9. Dez. 2015         | 16. Juni 2016                         | Lew Schneider        | Lacey Marisa Friedman                                     |
| 58         | 11        | Die Tasty Boys                | The Tasty Boys                   | 6. Jan. 2016         | 16. Juni 2016                         | Christine Gernon     | Steve Basilone & Annie Mebane                             |
| 59         | 12        | Hände halten                  | Baio and Switch                  | 13. Jan. 2016        | 17. Juni 2016                         | David Katzenberg     | Alex Barnow                                               |
| 60         | 13        | Das Casting                   | Double Dare                      | 20. Jan. 2016        | 17. Juni 2016                         | David Katzenberg     | Chris Bishop                                              |
| 61         | 14        | Gipsköpfe                     | Lainey Loves Lionel              | 10. Feb. 2016        | 20. Juni 2016                         | Jay Chandrasekhar    | David Guarascio Idee: Josef Adalian & David Guarascio     |
| 62         | 15        | Leb wohl, Dana                | Weird Al                         | 17. Feb. 2016        | 20. Juni 2016                         | Jay Chandrasekhar    | Lauren Bans                                               |
| 63         | 16        | Olympia                       | Edward ‘Eddie the Eagle’ Edwards | 24. Feb. 2016        | 21. Juni 2016                         | Jon Corn             | Dan Levy                                                  |
| 64         | 17        | Die Zeit meines Lebens        | The Dirty Dancing Dance          | 2. März 2016         | 21. Juni 2016                         | David Katzenberg     | Adam F. Goldberg Idee: Adam F. Goldberg & David Guarascio |
| 65         | 18        | 12 Kassetten für einen Penny  | 12 Tapes for a Penny             | 16. März 2016        | 22. Juni 2016                         | David Katzenberg     | Steve Basilone & Annie Mebane                             |
| 66         | 19        | Wahre Magie                   | Magic Is Real                    | 23. März 2016        | 22. Juni 2016                         | Jay Chandrasekhar    | Mark Firek Idee: Kerri Doherty                            |
| 67         | 20        | Das Spiel der Nerds           | Dungeons and Dragons, Anyone?    | 6. Apr. 2016         | 23. Juni 2016                         | David Katzenberg     | Andrew Secunda                                            |
| 68         | 21        | Rush                          | Rush                             | 13. Apr. 2016        | 23. Juni 2016                         | Beth McCarthy-Miller | Alex Barnow                                               |
| 69         | 22        | Geliebte Mom                  | Smother’s Day                    | 4. Mai 2016          | 24. Juni 2016                         | David Katzenberg     | Chris Bishop Idee: Marc Firek                             |
| 70         | 23        | Zeit, loszulassen             | Big Orange                       | 11. Mai 2016         | 24. Juni 2016                         | David Katzenberg     | Rob Lieber                                                |
| 71         | 24        | Sommer                        | Have a Summer                    | 18. Mai 2016         | 27. Juni 2016                         | David Katzenberg     | Chris Bishop Idee: Adam F. Goldberg                       |

## Staffel 4
Die Erstausstrahlung der vierten Staffel war vom 21. September 2016 bis zum 17. Mai 2017 auf dem US-amerikanischen Sender ABC zu sehen. Die deutschsprachige Erstausstrahlung sendete der österreichische Free-TV-Sender ORF eins vom 20. Dezember 2017 bis 7. Februar 2018.
| Nr. (ges.) | Nr. (St.) | Deutscher Titel                         | Originaltitel                      | Erstausstrahlung USA | Deutschsprachige Erstausstrahlung (A) | Regie             | Drehbuch                        |
| ---------- | --------- | --------------------------------------- | ---------------------------------- | -------------------- | ------------------------------------- | ----------------- | ------------------------------- |
| 72         | 1         | Der Breakfast-Club                      | Breakfast Club                     | 21. Sep. 2016        | 20. Dez. 2017                         | David Katzenberg  | Marc Firek                      |
| 73         | 2         | Es lebe Video-Dating!                   | I Heart Video Dating               | 28. Sep. 2016        | 21. Dez. 2017                         | Peter Ellis       | Alex Barnow                     |
| 74         | 3         | Erfundene Liebschaften                  | George! George Glass!              | 5. Okt. 2016         | 22. Dez. 2017                         | Joanna Kerns      | David Katzenberg                |
| 75         | 4         | Verrückte Ansagen                       | Crazy Calls                        | 12. Okt. 2016        | 27. Dez. 2017                         | Lew Schneider     | Steve Basilone                  |
| 76         | 5         | Böse Monster – Gute Monster             | Stefan King                        | 26. Okt. 2016        | 2. Jan. 2018                          | David Katzenberg  | Chris Bishop                    |
| 77         | 6         | Rezept für den Tod 2: Küss den Koch     | Recipe for Death II: Kiss The Cook | 9. Nov. 2016         | 8. Jan. 2018                          | Lew Schneider     | Brian Hennelly                  |
| 78         | 7         | Heiliger K.I.T.T.                       | Ho-ly K.I.T.T.                     | 16. Nov. 2016        | 9. Jan. 2018                          | Lea Thompson      | Andrew Secunda                  |
| 79         | 8         | Neue Welten                             | The Greatest Musical Ever Written  | 30. Nov. 2016        | 11. Jan. 2018                         | Lew Schneider     | Annie Mebane                    |
| 80         | 9         | Meine Welt – Deine Welt                 | Globetrotters                      | 7. Dez. 2016         | 15. Jan. 2018                         | Richie Keen       | Adam Armus                      |
| 81         | 10        | Das Chanukka-Solo                       | Han Ukkah Solo                     | 14. Dez. 2016        | 16. Jan. 2018                         | Joanna Kerns      | Dan Levy                        |
| 82         | 11        | Oh Captain! Mein Captain!               | O Captain! My Captain!             | 4. Jan. 2017         | 17. Jan. 2018                         | Richie Keen       | Marc Firek                      |
| 83         | 12        | Falsche Rebellen und echte Helden       | Snow Day                           | 11. Jan. 2017        | 18. Jan. 2018                         | Victor Nelli, Jr. | Lauren Bans                     |
| 84         | 13        | Agassi                                  | Agassi                             | 8. Feb. 2017         | 22. Jan. 2018                         | David Katzenberg  | Chris Bishop                    |
| 85         | 14        | Fürze in Flaschen                       | The Spencer’s Gift                 | 15. Feb. 2017        | 23. Jan. 2018                         | Jay Chandrasekhar | Alex Barnow                     |
| 86         | 15        | Swayze oder Fleischklößchen?            | So Swayze It’s Crazy               | 22. Feb. 2017        | 24. Jan. 2018                         | Jay Chandrasekhar | Lacey Friedman                  |
| 87         | 16        | Karate Kid                              | The Kara-te Kid                    | 1. März 2017         | 25. Jan. 2018                         | Anton Cropper     | Adam F. Goldberg                |
| 88         | 17        | Die Reisekasse                          | Deadheads                          | 8. März 2017         | 29. Jan. 2018                         | Jason Blount      | Adam Armus                      |
| 89         | 18        | Barrys Berufung                         | Baré                               | 15. März 2017        | 30. Jan. 2018                         | Jay Chandrasekhar | Steve Basilone                  |
| 90         | 19        | Eine unvergessliche Nacht               | A Night to Remember                | 29. März 2017        | 31. Jan. 2018                         | Lew Schneider     | Chris Bishop                    |
| 91         | 20        | Das dynamische Duo                      | The Dynamic Duo                    | 5. Apr. 2017         | 1. Feb. 2018                          | Kevin Smith       | Andrew Secunda                  |
| 92         | 21        | Der Fonzie-Trick                        | Fonzie Scheme                      | 26. Apr. 2017        | 2. Feb. 2018                          | Jude Weng         | Matt Mira & Erik Weiner         |
| 93         | 22        | Der Tag an dem die Welt nicht unterging | The Day After the Day After        | 3. Mai 2017          | 5. Feb. 2018                          | Jay Chandrasekhar | Alex Barnow                     |
| 94         | 23        | Der Kampf um das Jahrbuch               | Jedi Master Adam Skywalker         | 10. Mai 2017         | 6. Feb. 2018                          | Lew Schneider     | Dan Levy                        |
| 95         | 24        | Schulabschlusstag                       | Graduation Day                     | 17. Mai 2017         | 7. Feb. 2018                          | Kevin Smith       | Matthew Edsall & Hans Rodionoff |

## Staffel 5
Die Erstausstrahlung der fünften Staffel war vom 27. September 2017 bis zum 16. Mai 2018 auf dem US-amerikanischen Sender ABC zu sehen. Die deutschsprachige Erstausstrahlung sendete der deutsche Pay-TV-Sender Sky 1 vom 31. Mai bis zum 9. August 2018.
| Nr. (ges.) | Nr. (St.) | Deutscher Titel                     | Originaltitel                 | Erstausstrahlung USA | Deutschsprachige Erstausstrahlung (D) | Regie             | Drehbuch                                     |
| ---------- | --------- | ----------------------------------- | ----------------------------- | -------------------- | ------------------------------------- | ----------------- | -------------------------------------------- |
| 96         | 1         | L.I.S.A. – Der helle Wahnsinn       | Weird Science                 | 27. Sep. 2017        | 31. Mai 2018                          | David Katzenberg  | Chris Bishop                                 |
| 97         | 2         | Familienhelden                      | Hogan Is My Grandfather       | 4. Okt. 2017         | 31. Mai 2018                          | Lew Schneider     | Marc Firek                                   |
| 98         | 3         | Goldberg gegen Goldberg             | Goldbergs on the Goldbergs    | 11. Okt. 2017        | 7. Juni 2018                          | David Katzenberg  | David Guarascio                              |
| 99         | 4         | Rache der Dauerwellen               | Revenge O’ the Nerds          | 18. Okt. 2017        | 7. Juni 2018                          | David Katzenberg  | Jennifer Irwin                               |
| 100        | 5         | Beziehungsprobleme                  | Jackie Likes Star Trek        | 25. Okt. 2017        | 14. Juni 2018                         | Lea Thompson      | Andrew Secunda                               |
| 101        | 6         | Die beste Freundin                  | Girl Talk                     | 1. Nov. 2017         | 14. Juni 2018                         | Jay Chandrasekhar | Steve Basilone                               |
| 102        | 7         | Ein teures Thanksgiving             | A Wall Street Thanksgiving    | 15. Nov. 2017        | 21. Juni 2018                         | Lew Schneider     | Lauren Bans                                  |
| 103        | 8         | Und nochmal Fahrstunden             | The Circle of Driving Again   | 29. Nov. 2017        | 21. Juni 2018                         | Lew Schneider     | Alex Barnow                                  |
| 104        | 9         | Eltern verstehen das einfach nicht  | Parents Just Don’t Understand | 6. Dez. 2017         | 28. Juni 2018                         | David Katzenberg  | Dan Levy                                     |
| 105        | 10        | Talentshows und Feiertage           | We Didn’t Start the Fire      | 13. Dez. 2017        | 28. Juni 2018                         | Jay Chandrasekhar | Daisy Gardner                                |
| 106        | 11        | Freundinnen                         | The Goldberg Girls            | 3. Jan. 2018         | 5. Juli 2018                          | Lea Thompson      | Marc Firek                                   |
| 107        | 12        | Ein Dinner mit den Goldbergs        | Dinner with the Goldbergs     | 10. Jan. 2018        | 5. Juli 2018                          | Joanna Kerns      | Andrew Secunda                               |
| 108        | 13        | Reiche Leute                        | The Hooters                   | 17. Jan. 2018        | 12. Juli 2018                         | Lew Schneider     | Brian Hennelly                               |
| 109        | 14        | Sieges-Barry                        | Hail Barry                    | 28. Feb. 2018        | 12. Juli 2018                         | Melissa Joan Hart | David Guarascio                              |
| 110        | 15        | Adam Spielberg                      | Adam Spielberg                | 7. März 2018         | 19. Juli 2018                         | David Katzenberg  | Steve Basilone Idee: Adam F. Goldberg        |
| 111        | 16        | College-Regeln                      | The Scrunchie Rule            | 21. März 2018        | 19. Juli 2018                         | David Katzenberg  | Chris Bishop                                 |
| 112        | 17        | Garten-Krieg                        | Colors                        | 28. März 2018        | 26. Juli 2018                         | Jay Chandrasekhar | Annie Mebane                                 |
| 113        | 18        | Die beste Party des Lebens          | MTV Spring Break              | 4. Apr. 2018         | 26. Juli 2018                         | Jay Chandrasekhar | Matt Mira                                    |
| 114        | 19        | Freundschaftstänze                  | Flashy Little Flashdancer     | 11. Apr. 2018        | 2. Aug. 2018                          | Jason Blount      | Erik Weiner                                  |
| 115        | 20        | Der große Pitch                     | The Opportunity of a Lifetime | 2. Mai 2018          | 2. Aug. 2018                          | Anton Cropper     | Alex Barnow                                  |
| 116        | 21        | Spaceballs                          | Spaceballs                    | 9. Mai 2018          | 9. Aug. 2018                          | Lew Schneider     | Aaron Kaczander                              |
| 117        | 22        | Ein Schulball und ein Heiratsantrag | Let’s Val Kilmer This Car     | 16. Mai 2018         | 9. Aug. 2018                          | Lew Schneider     | Matthew Edsall & Adam Olsen & Hans Rodionoff |

## Staffel 6
Im Mai 2017 verlängerte ABC die Serie um eine sechste Staffel, die vom 26. September 2018 bis zum 8. Mai 2019 gesendet wurde. Die deutschsprachige Erstausstrahlung wurde vom 4. April bis zum 13. Juni 2019 beim deutschen Pay-TV-Sender Sky 1 gesendet.
| Nr. (ges.) | Nr. (St.) | Deutscher Titel                | Originaltitel                         | Erstausstrahlung USA | Deutschsprachige Erstausstrahlung (D) | Regie             | Drehbuch                         |
| ---------- | --------- | ------------------------------ | ------------------------------------- | -------------------- | ------------------------------------- | ----------------- | -------------------------------- |
| 118        | 1         | Sixteen Candles - Wie im Film  | Sixteen Candles                       | 26. Sep. 2018        | 4. Apr. 2019                          | Lew Schneider     | Alex Barnow                      |
| 119        | 2         | Mama ist die Beste             | You Got Zuko’d                        | 3. Okt. 2018         | 4. Apr. 2019                          | Jason Blount      | David Guarascio                  |
| 120        | 3         | Krass                          | RAD!                                  | 10. Okt. 2018        | 11. Apr. 2019                         | Lew Schneider     | Dan Levy                         |
| 121        | 4         | Hersheypark                    | Hersheypark                           | 17. Okt. 2018        | 11. Apr. 2019                         | Jay Chandrasekhar | Daisy Gardner                    |
| 122        | 5         | Die besseren Eltern            | Mister Knifey-Hands                   | 24. Okt. 2018        | 18. Apr. 2019                         | Lew Schneider     | Andrew Secunda                   |
| 123        | 6         | Beverly lernt loszulassen      | Fiddler                               | 31. Okt. 2018        | 18. Apr. 2019                         | Jason Blount      | Chris Bishop                     |
| 124        | 7         | Bohemian Rap City              | Bohemian Rap City                     | 7. Nov. 2018         | 25. Apr. 2019                         | Jay Chandrasekhar | Chris Bishop                     |
| 125        | 8         | Die Beverly Goldberg-Auktion   | The Living Room: A 100% True Story    | 28. Nov. 2018        | 25. Apr. 2019                         | Lew Schneider     | Lauren Bans                      |
| 126        | 9         | Junggesellen-Abschied          | Bachelor Party                        | 5. Dez. 2018         | 2. Mai 2019                           | Christine Lakin   | Mike Sikowitz                    |
| 127        | 10        | Stirb langsam auf Goldberg-Art | Yippee Ki Yay Melon Farmer            | 12. Dez. 2018        | 2. Mai 2019                           | Richie Keen       | Aaron Kaczander                  |
| 128        | 11        | Geplatzte Hochzeit             | The Wedding Singer                    | 9. Jan. 2019         | 9. Mai 2019                           | Lew Schneider     | Rachel Sweet                     |
| 129        | 12        | Pina Colada                    | The Pina Colada Episode               | 16. Jan. 2019        | 9. Mai 2019                           | Lea Thompson      | Erik Weiner                      |
| 130        | 13        | Gelebte Träume                 | I Coulda Been a Lawyer                | 23. Jan. 2019        | 16. Mai 2019                          | Jay Chandrasekhar | Steve Basilone                   |
| 131        | 14        | Die Indianer von Cleveland     | Major League                          | 30. Jan. 2019        | 16. Mai 2019                          | Lea Thompson      | Alex Barnow                      |
| 132        | 15        | Mein Valentins-Junge           | My Valentine Boy                      | 13. Feb. 2019        | 23. Mai 2019                          | Lew Schneider     | Matt Mira                        |
| 133        | 16        | Der Highlander-Club            | There Can Be Only One Highlander Club | 20. Feb. 2019        | 23. Mai 2019                          | Lew Schneider     | Donielle Muransky & Alison Rich  |
| 134        | 17        | Cousin Gleb                    | Our Perfect Strangers                 | 27. Feb. 2019        | 30. Mai 2019                          | Kevin Smith       | Mike Sikowitz                    |
| 135        | 18        | Die Kochshow                   | The Beverly Goldberg Cookbook         | 13. März 2019        | 30. Mai 2019                          | Fred Savage       | Hans Rodionoff                   |
| 136        | 19        | 8-Bit Goldbergs                | Eight-bit Goldbergs                   | 20. März 2019        | 6. Juni 2019                          | Jay Chandrasekhar | Lauren Bans                      |
| 137        | 20        | Die Flopp-Rock-Doku            | This is This is Spinal Tap            | 3. Apr. 2019         | 6. Juni 2019                          | Ryan Krayser      | Rachel Sweet & Adam Olsen        |
| 138        | 21        | Jeopardy - ohne mich           | I Lost on Jeopardy                    | 10. Apr. 2019        | 13. Juni 2019                         | Lew Schneider     | Chris Bishop & Alex Barnow       |
| 139        | 22        | Die Muttertags-Zeitmaschine    | Mom Trumps Willow                     | 1. Mai 2019          | 13. Juni 2019                         | Vern Davidson     | Andrew Secunda                   |
| 140        | 23        | Auf zu neuen Abenteuern        | Breakin                               | 8. Mai 2019          | 13. Juni 2019                         | Jason Blount      | Adam F. Goldberg & Susan Cinoman |

## Staffel 7
Die Erstausstrahlung der siebten Staffel war vom 25. September 2019 bis zum 13. Mai 2020 auf dem US-amerikanischen Sender ABC zu sehen. Die deutschsprachige Erstausstrahlung wurde vom 2. April bis zum 23. Juli 2020 beim deutschen Pay-TV-Sender Sky 1 gesendet.
| Nr. (ges.) | Nr. (St.) | Deutscher Titel               | Originaltitel                         | Erstausstrahlung USA | Deutschsprachige Erstausstrahlung (D) | Regie             | Drehbuch                                                       |
| ---------- | --------- | ----------------------------- | ------------------------------------- | -------------------- | ------------------------------------- | ----------------- | -------------------------------------------------------------- |
| 141        | 1         | Familienurlaub                | Vacation                              | 25. Sep. 2019        | 2. Apr. 2020                          | Lew Schneider     | Alex Barnow & Chris Bishop                                     |
| 142        | 2         | Dana ist wieder da            | Dana’s Back                           | 2. Okt. 2019         | 2. Apr. 2020                          | Jay Chandrasekhar | Mike Sikowitz Idee: Adam F. Goldberg & Mike Sikowitz           |
| 143        | 3         | Geoffs Lieferservice          | Food in a Geoffy                      | 9. Okt. 2019         | 9. Apr. 2020                          | Lew Schneider     | Matt Roller                                                    |
| 144        | 4         | Verbindungsbrüder             | Animal House                          | 16. Okt. 2019        | 9. Apr. 2020                          | Jay Chandrasekhar | Bill Callahan                                                  |
| 145        | 5         | Junge Liebe                   | Parents Thursday                      | 23. Okt. 2019        | 16. Apr. 2020                         | Melissa Joan Hart | Aaron Kaczander Idee: Adam F. Goldberg & Aaron Kaczander       |
| 146        | 6         | Rocky Horror-Halloween        | A 100% True Ghost Story               | 30. Okt. 2019        | 16. Apr. 2020                         | Christine Lakin   | Amy Mass Idee: Adam F. Goldberg & Amy Mass                     |
| 147        | 7         | Die Nachbarschaftswache       | WrestleMania                          | 6. Nov. 2019         | 23. Apr. 2020                         | Lew Schneider     | Erik Weiner Idee: Adam F. Goldberg & Erik Weiner               |
| 148        | 8         | Fürchterliches Thanksgiving   | Angst-Giving                          | 20. Nov. 2019        | 23. Apr. 2020                         | Melissa Joan Hart | Elizabeth Beckwith Idee: Adam F. Goldberg & Elizabeth Beckwith |
| 149        | 9         | Horrorgeschichten mit Schmalz | The Beverly Goldberg Cookbook: Part 2 | 4. Dez. 2019         | 30. Apr. 2020                         | Lea Thompson      | Alison Rich Idee: Adam F. Goldberg & Alison Rich               |
| 150        | 10        | Festtagsfotokarten            | It’s a Wonderful Life                 | 11. Dez. 2019        | 30. Apr. 2020                         | Eric Dean Seaton  | Aadip Desai Idee: Adam F. Goldberg & Aadip Desai               |
| 151        | 11        | Der zweite 50. Geburtstag     | Pickleball                            | 15. Jan. 2020        | 7. Mai 2020                           | Lew Schneider     | Langan Kingsley Idee: Adam F. Goldberg & Langan Kingsley       |
| 152        | 12        | Der Spieleabend               | Game Night                            | 22. Jan. 2020        | 14. Mai 2020                          | Nora Kirkpatrick  | Kristen Lange Idee: Adam F. Goldberg & Kristen Lange           |
| 153        | 13        | Geoff macht es allen recht    | Geoff the Pleaser                     | 29. Jan. 2020        | 21. Mai 2020                          | Christine Lakin   | Mike Sikowitz                                                  |
| 154        | 14        | Die heiße Assistentin         | Preventa Mode                         | 12. Feb. 2020        | 28. Mai 2020                          | Vern Davidson     | Bill Callahan                                                  |
| 155        | 15        | Dave Kim’s Party              | Dave Kim’s Party                      | 19. Feb. 2020        | 4. Juni 2020                          | Lew Schneider     | Matt Roller Idee: Adam F. Goldberg & Matt Roller               |
| 156        | 16        | Der zweite Barry Goldberg     | Off-Campus Lunch                      | 26. Feb. 2020        | 11. Juni 2020                         | Lew Schneider     | Marc Firek                                                     |
| 157        | 17        | Der faule Fisch               | A Fish Story                          | 18. März 2020        | 18. Juni 2020                         | Lew Schneider     | Amy Mass                                                       |
| 158        | 18        | Schmupis irres Abenteuer      | Schmoopie’s Big Adventure             | 25. März 2020        | 25. Juni 2020                         | Jason Blount      | Erik Weiner                                                    |
| 159        | 19        | Mr. & Mrs. Ferguson           | Island Time                           | 1. Apr. 2020         | 2. Juli 2020                          | Robert Cohen      | Annie Mebane                                                   |
| 160        | 20        | Die Rückkehr des Formica-King | The Return of the Formica King        | 15. Apr. 2020        | 9. Juli 2020                          | Lea Thompson      | Aaron Kaczander                                                |
| 161        | 21        | Die Junggesellin              | Oates & Oates                         | 22. Apr. 2020        | 16. Juli 2020                         | Lew Schneider     | Alex Barnow & Chris Bishop                                     |
| 162        | 22        | Die vorgetäuschte Trennung    | The Fake-Up                           | 6. Mai 2020          | 16. Juli 2020                         | Lew Schneider     | Alex Barnow & Chris Bishop                                     |
| 163        | 23        | Der Schulball                 | Pretty in Pink                        | 13. Mai 2020         | 23. Juli 2020                         | Ryan Krayser      | Alex Barnow & Chris Bishop                                     |

## Staffel 8
Die Erstausstrahlung der achten Staffel war vom 21. Oktober 2020 bis zum 19. Mai 2021 auf dem US-amerikanischen Sender ABC zu sehen. Die deutschsprachige Erstausstrahlung wurde vom 20. Mai bis zum 29. Juli 2021 beim deutschen Pay-TV-Sender Sky 1 gesendet. Seit 19. Juli 2023 wird diese Staffel auf ProSieben in Nachmittagsprogramm wiederholt.
| Nr. (ges.) | Nr. (St.) | Deutscher Titel               | Originaltitel                   | Erstausstrahlung USA | Deutschsprachige Erstausstrahlung (D) | Regie             | Drehbuch                                             |
| ---------- | --------- | ----------------------------- | ------------------------------- | -------------------- | ------------------------------------- | ----------------- | ---------------------------------------------------- |
| 164        | 1         | Die unglaubliche Reise        | Airplane!                       | 21. Okt. 2020        | 20. Mai 2021                          | Eric Dean Seaton  | David Guarascio                                      |
| 165        | 2         | Meine Freunde - deine Freunde | The Prettiest Boy in School     | 21. Okt. 2020        | 20. Mai 2021                          | Lew Schneider     | Matt Roller                                          |
| 166        | 3         | Beverlys Wahlkampagne         | It’s All About Comptrol         | 28. Okt. 2020        | 27. Mai 2021                          | Lew Schneider     | Mike Sikowitz                                        |
| 167        | 4         | Bills Hochzeit                | Bill’s Wedding                  | 4. Nov. 2020         | 27. Mai 2021                          | Christine Lakin   | Alex Barnow & Chris Bishop                           |
| 168        | 5         | Pssst, Scheidung!             | Dee-Vorced                      | 18. Nov. 2020        | 3. Juni 2021                          | Lew Schneider     | Bill Callahan Idee: Bill Callahan & Adam F. Goldberg |
| 169        | 6         | Eracism                       | Eracism                         | 25. Nov. 2020        | 3. Juni 2021                          | Eric Dean Seaton  | Peter Dirksen & Jonathan Howard                      |
| 170        | 7         | Hanukka auf hoher See         | Hanukkah On the Seas            | 2. Dez. 2020         | 3. Juni 2021                          | Jason Blount      | Annie Mebane                                         |
| 171        | 8         | Bevys Krimi-Dinner            | Bevy’s Big Murder Mystery Party | 13. Jan. 2021        | 10. Juni 2021                         | Lew Schneider     | Aaron Kaczander                                      |
| 172        | 9         | Das Verjüngungspulver         | Cocoon                          | 27. Jan. 2021        | 17. Juni 2021                         | Christine Lakin   | Elizabeth Beckwith                                   |
| 173        | 10        | Geoffs neue Mütze             | Geoff’s New Hat                 | 3. Feb. 2021         | 17. Juni 2021                         | Lew Schneider     | Langan Kingsley                                      |
| 174        | 11        | Offen und ehrlich             | Quaker Warden                   | 10. Feb. 2021        | 24. Juni 2021                         | Vern Davidson     | Erik Weiner                                          |
| 175        | 12        | Jeder auf seine Art           | The Lasagna You Deserve         | 24. Feb. 2021        | 24. Juni 2021                         | Eric Dean Seaton  | Mike Sikowitz                                        |
| 176        | 13        | Veränderte Wahrnehmung        | Mr. Ships Ahoy                  | 3. März 2021         | 1. Juli 2021                          | Lew Schneider     | Matt Roller                                          |
| 177        | 14        | Dreiecksbeziehung             | Love Triangle                   | 24. März 2021        | 1. Juli 2021                          | Jay Chandrasekhar | David Guarascio                                      |
| 178        | 15        | Beverly im Schönheitsrausch   | Bever-lé                        | 31. März 2021        | 8. Juli 2021                          | Lew Schneider     | Bill Callahan                                        |
| 179        | 16        | Pärchenstress                 | Couple Off                      | 7. Apr. 2021         | 8. Juli 2021                          | Lea Thompson      | Annie Mebane                                         |
| 180        | 17        | Wer hat Angst vor Brea Bee?   | Who’s Afraid of Brea Bee?       | 14. Apr. 2021        | 15. Juli 2021                         | Lew Schneider     | Peter Dirksen & Jonathan Howard                      |
| 181        | 18        | Einfach nur Freunde           | The Dating Game                 | 21. Apr. 2021        | 15. Juli 2021                         | Ryan Krayser      | Vicky Castro                                         |
| 182        | 19        | Vater-Tochter-Tag 2           | Daddy Daughter Day 2            | 28. Apr. 2021        | 22. Juli 2021                         | Mary Lambert      | Aaron Kaczander & Erik Weiner                        |
| 183        | 20        | Pokerabend                    | Poker Night                     | 5. Mai 2021          | 22. Juli 2021                         | Lew Schneider     | Langan Kingsley & Elizabeth Beckwith                 |
| 184        | 21        | Wieder vereint                | Alligator Schwartz              | 12. Mai 2021         | 29. Juli 2021                         | Nicole Abranian   | Dan Bailey                                           |
| 185        | 22        | Antrag mit Hindernissen       | The Proposal                    | 19. Mai 2021         | 29. Juli 2021                         | Lew Schneider     | Alex Barnow & Chris Bishop                           |

## Staffel 9
Die Erstausstrahlung der neunten Staffel wurde vom 22. September 2021 bis zum 18. Mai 2022 auf dem US-amerikanischen Sender ABC gesendet. Die deutschsprachige Erstausstrahlung wurde vom 28. März bis zum 6. Juni 2022 beim deutschen Pay-TV-Sender Sky Comedy gesendet.
| Nr. (ges.) | Nr. (St.) | Deutscher Titel                         | Originaltitel                                      | Erstausstrahlung USA | Deutschsprachige Erstausstrahlung (D) | Regie                   | Drehbuch                        |
| ---------- | --------- | --------------------------------------- | -------------------------------------------------- | -------------------- | ------------------------------------- | ----------------------- | ------------------------------- |
| 186        | 1         | Pops letzter Wille                      | The Goldbergs’ Excellent Adventure                 | 22. Sep. 2021        | 28. März 2022                         | Lew Schneider           | David Guarascio                 |
| 187        | 2         | Das Pferde-Chaos                        | Horse Play                                         | 29. Sep. 2021        | 28. März 2022                         | Lew Schneider           | Mike Sikowitz                   |
| 188        | 3         | Der Kampf um den Wasserpark             | Riptide Waters                                     | 6. Okt. 2021         | 4. Apr. 2022                          | Jason Blount            | Peter Dirksen & Jonathan Howard |
| 189        | 4         | Die Jahre an der William Penn           | The William Penn Years                             | 13. Okt. 2021        | 4. Apr. 2022                          | Jason Blount            | Aaron Kaczander                 |
| 190        | 5         | Der Quälgeist                           | An Itch Like No Other                              | 20. Okt. 2021        | 11. Apr. 2022                         | Christine Lakin         | David Guarascio                 |
| 191        | 6         | Die Suche nach dem großen weißen Kürbis | The Hunt for the Great Albino Pumpkin              | 27. Okt. 2021        | 11. Apr. 2022                         | Christine Lakin         | Elizabeth Beckwith              |
| 192        | 7         | Hochzeitsaktivitäten                    | The Rose-Kissy Thing                               | 3. Nov. 2021         | 18. Apr. 2022                         | Jay Chandrasekhar       | Mike Sikowitz                   |
| 193        | 8         | Der Thanksgiving-Imbiss                 | A Light Thanksgiving Nosh                          | 17. Nov. 2021        | 18. Apr. 2022                         | Nicole Treston Abranian | Peter Dirksen & Jonathan Howard |
| 194        | 9         | Der Tennisclub                          | Tennis People (FKA I Got In/Tennis Club)           | 1. Dez. 2021         | 25. Apr. 2022                         | Jay Chandrasekhar       | Chris Bishop & Alex Barnow      |
| 195        | 10        | Stirb ein-, zwei-, aber nicht dreimal   | You Only Die Once, or Twice, but Never Three Times | 5. Jan. 2022         | 25. Apr. 2022                         | Nicole Treston Abranian | Vicky Castro                    |
| 196        | 11        | Schwing die Hüfte und den Po            | Hip-Shaking and Booty-Quaking                      | 12. Jan. 2022        | 2. Mai 2022                           | Christine Lakin         | Aaron Kaczander                 |
| 197        | 12        | Harte Lektionen                         | The Kissing Bandits                                | 19. Jan. 2022        | 2. Mai 2022                           | Christine Lakin         | Elizabeth Beckwith              |
| 198        | 13        | Familienliebe                           | A Peck of Familial Love                            | 2. Feb. 2022         | 9. Mai 2022                           | Princess Monique        | Andrew Secunda                  |
| 199        | 14        | Das Steve-Wochenende                    | The Steve Weekend                                  | 23. Feb. 2022        | 9. Mai 2022                           | Vern Davidson           | Vicky Castro                    |
| 200        | 15        | Die Hochzeit                            | The Wedding                                        | 2. März 2022         | 16. Mai 2022                          | Matt Mira               | Chris Bishop & Alex Barnow      |
| 201        | 16        | Adam allein in der Großstadt            | The Downtown Boys                                  | 16. März 2022        | 16. Mai 2022                          | Matt Mira               | Erik Weiner                     |
| 202        | 17        | Die seltsamste Affäre aller Zeiten      | The Strangest Affair of All Time                   | 23. März 2022        | 23. Mai 2022                          | Lew Schneider           | Carly Garber & Aleah Welsh      |
| 203        | 18        | Ich bin wie du                          | School-ercise                                      | 13. Apr. 2022        | 23. Mai 2022                          | Lew Schneider           | Chris Bishop & Alex Barnow      |
| 204        | 19        | Geständnisse                            | Grand Theft Scooter                                | 20. Apr. 2022        | 30. Mai 2022                          | Nicole Treston Abranian | David Guarascio                 |
| 205        | 20        | Familiensonntag                         | Sunday Chow Fun Day                                | 4. Mai 2022          | 30. Mai 2022                          | Nicole Treston Abranian | Mike Sikowitz                   |
| 206        | 21        | Ein Abend mit Madonna                   | One Exquisite Evening with Madonna                 | 11. Mai 2022         | 6. Juni 2022                          | Lew Schneider           | Alex Barnow & Chris Bishop      |
| 207        | 22        | Erwachsen sein                          | Adam Graduates!                                    | 18. Mai 2022         | 6. Juni 2022                          | Lew Schneider           | Alex Barnow & Chris Bishop      |

## Staffel 10
Die Erstausstrahlung der zehnten Staffel war vom 21. September 2022 bis zum 3. Mai 2023 auf dem US-amerikanischen Sender ABC zu sehen. Die deutschsprachige Erstausstrahlung wurde vom 17. April bis zum 29. Mai 2023 beim deutschen Pay-TV-Sender Sky Comedy gesendet.
| Nr. (ges.) | Nr. (St.) | Deutscher Titel                      | Originaltitel              | Erstausstrahlung USA | Deutschsprachige Erstausstrahlung (D) | Regie                   | Drehbuch                        |
| ---------- | --------- | ------------------------------------ | -------------------------- | -------------------- | ------------------------------------- | ----------------------- | ------------------------------- |
| 208        | 1         | Feld der Träume                      | If You Build It            | 21. Sep. 2022        | 17. Apr. 2023                         | Lew Schneider           | Elizabeth Beckwith              |
| 209        | 2         | Vermassel es nicht mit Hasselhoff    | That's a Schwartz Man      | 28. Sep. 2022        | 17. Apr. 2023                         | Lew Schneider           | David Guarascio                 |
| 210        | 3         | Jenkintown bei Nacht                 | Jenkintown After Dark      | 5. Okt. 2022         | 17. Apr. 2023                         | David Katzenberg        | Mike Sikowitz                   |
| 211        | 4         | Der Mann im Haus                     | Man of the House           | 12. Okt. 2022        | 17. Apr. 2023                         | David Katzenberg        | Vanessa McCarthy                |
| 212        | 5         | Die Onkel-Schule                     | Uncle-ing                  | 19. Okt. 2022        | 24. Apr. 2023                         | Jason Blount            | Mike Sikowitz                   |
| 213        | 6         | Halloween mit Hindernissen           | DKNY                       | 26. Okt. 2022        | 24. Apr. 2023                         | Jason Blount            | Elizabeth Beckwith              |
| 214        | 7         | Dancing Queen Beverly                | Rhinestone and Roses       | 9. Nov. 2022         | 24. Apr. 2023                         | Princess Monique        | David Guarascio                 |
| 215        | 8         | Thanksgiving-Gedanken                | Another Turkey in the Trot | 16. Nov. 2022        | 1. Mai 2023                           | Princess Monique        | Alex Barnow & Chris Bishop      |
| 216        | 9         | Mamis Lieblinge                      | Millon Dollar Reward       | 30. Nov. 2022        | 1. Mai 2023                           | Lew Schneider           | Mike Sikowitz                   |
| 217        | 10        | Der schlechteste Grinch aller Zeiten | Worst Grinch Ever          | 7. Dez. 2022         | 1. Mai 2023                           | Lew Schneider           | Vanessa McCarthy                |
| 218        | 11        | Blade Runner: Das Musical            | Blade Runner: The Musical  | 11. Jan. 2023        | 8. Mai 2023                           | Princess Monique        | Erik Weiner                     |
| 219        | 12        | Amadeppus                            | Amadoofus                  | 18. Jan. 2023        | 8. Mai 2023                           | Princess Monique        | David Guarascio                 |
| 220        | 13        | Mütter brauchen Mütter               | Moms Need Other Moms       | 15. Feb. 2023        | 8. Mai 2023                           | Nicole Treston Abranian | Aaron Kaczander                 |
| 221        | 14        | Ein Goldberg mit Doppelleben         | Two-Timing Goldbergs       | 22. Feb. 2023        | 15. Mai 2023                          | Nicole Treston Abranian | Andrew Secunda                  |
| 222        | 15        | Der Schwarm                          | The Crush                  | 1. März 2023         | 15. Mai 2023                          | Christine Lakin         | Alison Wong                     |
| 223        | 16        | Die bessere Annie                    | The Better Annie           | 8. März 2023         | 15. Mai 2023                          | Christine Lakin         | Elizabeth Beckwith              |
| 224        | 17        | Der Weg zum Titel                    | A Flyer's Path to Victory  | 15. März 2023        | 22. Mai 2023                          | Lea Thompson            | Vanessa McCarthy                |
| 225        | 18        | Liebeshöhle                          | Love Shack                 | 5. Apr. 2023         | 22. Mai 2023                          | Lea Thompson            | Andrew Secunda                  |
| 226        | 19        | Blumen für Barry                     | Flowers for Barry          | 12. Apr. 2023        | 22. Mai 2023                          | Melissa Kosar           | David Guarascio                 |
| 227        | 20        | Uptown Boy                           | Uptown Boy                 | 19. Apr. 2023        | 29. Mai 2023                          | Lew Schneider           | Peter Dirksen & Jonathan Howard |
| 228        | 21        | Veränderungen                        | Push It                    | 26. Apr. 2023        | 29. Mai 2023                          | Lew Schneider           | Chris Bishop & Alex Barnow      |
| 229        | 22        | Ende gut, alles gut                  | Bev to the Future          | 3. Mai 2023          | 29. Mai 2023                          | Melissa Kosar           | Mike Sikowitz                   |